# Lodovico Leonardi
Lodovico Leonardi (San Lorenzo in Campo, 8 dicembre 1819 – Bertinoro, 3 giugno 1898) è stato un vescovo cattolico italiano.

## Biografia
Nacque l'8 dicembre 1819 a San Lorenzo in Campo, nella diocesi di Pergola. Studiò nei seminari di Urbania e di Fossombrone, e poi a Roma, ove conseguì la laurea dottorale in filosofia, teologia e diritto. Fu, in seguito, vicario capitolare di Fossombrone, vicario generale a Subiaco e a Frascati.
Il 3 luglio 1882 fu nominato vescovo di Bertinoro da papa Leone XIII. Ricevette la consacrazione episcopale il 9 luglio dello stesso anno dal cardinale Luigi Maria Bilio, vescovo di Sabina, assistito da Francesco Saverio Mangeruva, vescovo di Gerace, e Benedetto Mariani, vescovo titolare di Samo. Si insediò il 21 dicembre successivo. Attese al rifacimento degli interni della cattedrale di Bertinoro, affidato a Lucio Rossi. In seguito alla chiusura intimata dal governo del collegio San Francesco di Forlì, nel 1893 ne accolse il trasferimento a Bertinoro e due anni più tardi accettò di assumere la sua giurisdizione su un gruppo di suore del collegio, fra cui la venerabile Serafina Farolfi, che il 1º maggio 1898 fonderà a Bertinoro l'Istituto della clarisse francescane missionarie del Santissimo Sacramento.
Morì in carica il 3 giugno 1898.

## Genealogia episcopale
La genealogia episcopale è:
- Cardinale Scipione Rebiba
- Cardinale Giulio Antonio Santori
- Cardinale Girolamo Bernerio, O.P.
- Arcivescovo Galeazzo Sanvitale
- Cardinale Ludovico Ludovisi
- Cardinale Luigi Caetani
- Cardinale Ulderico Carpegna
- Cardinale Paluzzo Paluzzi Altieri degli Albertoni
- Papa Benedetto XIII
- Papa Benedetto XIV
- Cardinale Enrico Enriquez
- Arcivescovo Manuel Quintano Bonifaz
- Cardinale Buenaventura Córdoba Espinosa de la Cerda
- Cardinale Giuseppe Maria Doria Pamphilj
- Papa Pio VIII
- Papa Pio IX
- Cardinale Luigi Maria Bilio, B.
- Vescovo Lodovico Leonardi